# Hydroxylation
L'hydroxylation est une réaction chimique consistant à introduire un groupe hydroxyle (-OH) sur une molécule.

## Exemples de réactions d'hydroxylation
- Hydroxylation de la proline en hydroxyproline par une prolyl hydroxylase (+vitamine C) (enzyme).
- Hydroxylation de la lysine en hydroxylysine par  la lysyl ou lysine hydroxylase.